# Country Acres
Country Acres es un lugar designado por el censo ubicado en el condado de San Patricio en el estado estadounidense de Texas. En el Censo de 2010 tenía una población de 185 habitantes. Tiene una población estimada, en 2019, de 238 habitantes.

## Geografía
Country Acres se encuentra ubicado en las coordenadas 27°55′30″N 97°9′58″O / 27.92500, -97.16611. Según la Oficina del Censo de los Estados Unidos, Country Acres tiene una superficie total de 0.29 km², de la cual 0.29 km² corresponden a tierra firme y (0%) 0 km² es agua.

## Demografía
Según el censo de 2010, había 185 personas residiendo en Country Acres. La densidad de población era de 637,76 hab./km². De los 185 habitantes, Country Acres estaba compuesto por el 80.54% blancos, el 2.16% eran afroamericanos, el 0% eran amerindios, el 2.16% eran asiáticos, el 0% eran isleños del Pacífico, el 11.89% eran de otras razas y el 3.24% pertenecían a dos o más razas. Del total de la población el 32.97% eran hispanos o latinos de cualquier raza.